# باباپیر
باباپیر، مرکز دهستان کرزان رود از توابع بخش مرکزی شهرستان تویسرکان در استان همدان ایران است.
اهالی روستای باباپیر دارای اصالت بختیاری هفت لنگ می‌باشند که بر اساس روایت های تاریخی، گروهی از اقوام بختیاری حاضر در سپاه نادرشاه افشار که برای جنگ با عثمانی به غرب ایران عزیمت نموده اند ، پس از پیروزی بر عثمانی در مسیر بازگشت ، تصمیم به سکنا در منطقه کنونی روستای باپیر واقع در شهرستان تویسرکان نموده اند. بدین ترتیب نام روستا را نیز برگرفته از تیره خود باپیر نهادند . بالغ بر ۹۰ درصد اهالی روستا دارای نام خانوادگی بختیاری میباشند و فامیل های بختیاری فرد ، کهزادی، احمدی، بابایی و... نیز از دیگر فامیل های اهل این روستا می باشند. 

## جمعیت
این روستا در دهستان کرزان رود قرار دارد و براساس سرشماری مرکز آمار ایران در سال ۱۳۹۵، جمعیت آن ۹۴۶ نفر (۴۰۸خانوار) بوده‌است.

## کوه‌های روستای باباپیر
در اطراف این روستا کوه‌های به هم پیوسته قرار گرفته‌است که به عنوان یک جاذبه طبیعی – ورزشی برای ورزشکاران و کوهنوردان مورد توجه است. دیگر جاذبه این روستا بقعه و زیارتگاه خضر نبی و بقعه امامزاده زبیده خاتون است.